# Kniptjärnen (Burträsks socken, Västerbotten, 717010-170001)
Kniptjärnen är en sjö i Skellefteå kommun i Västerbotten och ingår i Rickleåns huvudavrinningsområde.